# Премия Марселя Гроссмана

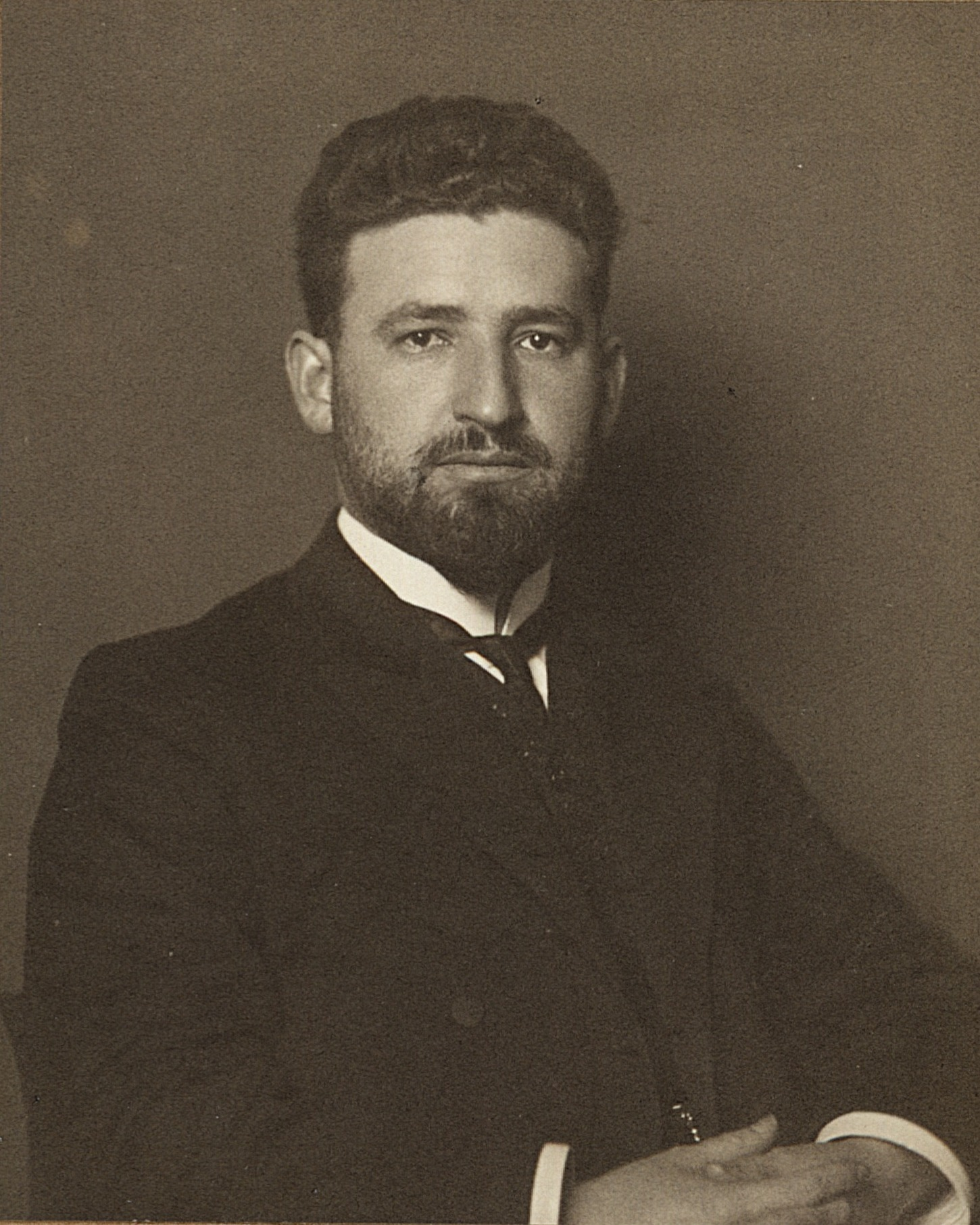
Марсель Гроссман

Премия Марселя Гроссмана (англ. Marcel Grossmann Award) — международная награда в области гравитационной физики и астрофизики, присуждаемая ICRA раз в три года, начиная с 1985 года. Награда состоит из серебряной скульптуры. Премия посвящена памяти Марселя Гроссмана и вручается на конференции Marcel Grossmann Meeting, которая проводится раз в три года.

## Лауреаты
- 1985:  Абдус Салам, William Fairbank[англ.], Ватиканская обсерватория
- 1989: Джон Арчибальд Уилер, Satio Hayakawa[нем.], Университет Западной Австралии
- 1991: Стивен Хокинг, Минору Ода, Research Institute for Theoretical Physics (RITP) of Hiroshima University
- 1994: James R. Wilson[нем.],  Субраманьян Чандрасекар, Хаббл (телескоп)
- 1997: Туллио Редже, Francis Everitt[англ.], Еврейский университет в Иерусалиме
- 2000: Сесиль Деуитт-Моретт,  Риккардо Джаккони,  Роджер Пенроуз, Брайс Девитт, The Solvay Institutes (Solvay Instituts Internationaux de Physique et de Chimie)
- 2003: Ивонна Шоке-Брюа, James W. York[англ.], Юваль Неэман, CBPF (Brazilian Center for Research in Physics[англ.])
- 2006: George Coyne[англ.], Рой Керр, Joachim Trümper[нем.], Свободный университет Берлина
- 2009: Яан Эльмарович Эйнасто, Christine Jones Forman[англ.], Michael Kramer[англ.], Институт высших научных исследований
- 2012: Исаак Маркович Халатников, Filippo Frontera[итал.], William David Arnett[англ.], Владимир Алексеевич Белинский, AlbaNova University Centre
- 2015: Мартин Рис, Яков Григорьевич Синай, Ken’ichi Nomoto[нем.], Sachiko Tsuruta[нем.], Европейское космическое агентство
- 2018: Лайман Пейдж, Рашид Алиевич Сюняев, Яу Шинтун, Planck Scientific Collaboration, Hansen Experimental Physics Laboratory[англ.]
- 2021: Димитриос Христодулу, Tsvi Piran[англ.], Герард 'т Хоофт, Стивен Вайнберг, Обсерватория Спектр-РГ, ИКИ РАН, НПО им. С. А. Лавочкина, Институт Макса Планка[1]